# Askuti (romanzo)
Askuti è uno dei primi romanzi in cabilo, scritto da Saïd Sadi, che riprende esplicitamente il titolo della canzone omonima.
Il romanzo che Saïd Sadi scrisse all'inizio degli anni ottanta, apparve dapprima a puntate sulla rivista Tafsut ("Primavera") e poi nel 1983 in volume, il che ne fa il secondo romanzo scritto in cabilo dopo Asfel di Rachid Aliche (1981).
Il titolo si rifà volutamente alla canzone di Ait Menguellet (che il protagonista mostra di conoscere e cita in alcuni punti dell'opera), anche perché l'argomento che sviluppa è sostanzialmente lo stesso. La vicenda narra infatti di un giovane, Meziane, che nel 1956 lascia il liceo per unirsi alla resistenza antifrancese, e alla fine della guerra si ritrova a fare il poliziotto diventando senza accorgersene, un po' alla volta, un oppressore del popolo per il quale si era battuto:
La "primavera berbera" del 1980 gli aprirà gli occhi ed egli deciderà di lasciare la polizia. Col risultato, però, di ritrovarsi dall'altra parte della barricata, non più in veste di persecutore bensì in quella di perseguitato.